# Savigny-Lévescault

Savigny-Lévescault este o comună în departamentul Vienne, Franța. În 2009 avea o populație de 1,047 de locuitori.